# Amadeus (film)
Amadeus je ameriški epski zgodovinski biografski dramski film iz leta 1984, ki ga je režiral Miloš Forman po scenariju Petra Shafferja in temelji na njegovi istoimenski igri. Dogajanje je postavljeno na Dunaj v drugi polovici 18. stoletja (snemanje je potekalo v Pragi z izrecno privolitvijo takratnega političnega vrha Češkoslovaške) in prikazuje izmišljeno biografijo Wolfganga Amadeusa Mozarta, avtor jo je opisal kot »fantazijo na temo Mozarta in Salierija«. Mozartova glasba tudi prevladuje v glasbeni podlagi filma, ki prikazuje izmišljeno rivalstvo med Mozartom in italijanskem skladateljem Antoniem Salierijem na dvoru Jožefa II.
Film je bil premierno prikazan 19. septembra 1984 v Los Angelesu in trinajst dni kasneje drugje po ameriških kinematografih. Izkazal se je za uspešnico in prinesel 90 milijonov USD prihodka po svetu ob 18-milijonskem proračunu. Kritiki ga označujejo za enega najboljših filmov vseh časov, nominiran je bil za 53 filmskih nagrad in jih prejel 40, tudi osem oskarjev (mdr. za najboljši film) ter po štiri nagrade BAFTA in zlati globus. Leta 1998 ga je Ameriški filmski inštitut uvrstil na 53. mesto stotih najboljših ameriških filmov vseh časov. Leta 2019 ga je ameriška Kongresna knjižnica izbrala za ohranitev v okviru Narodnega filmskega registra zavoljo njegove »kulturne, zgodovinske ali estetske vrednosti«.

## Vloge
- F. Murray Abraham kot Antonio Salieri
- Tom Hulce kot Wolfgang Amadeus Mozart
- Elizabeth Berridge kot Constanze Mozart
- Roy Dotrice kot Leopold Mozart
- Simon Callow kot Emanuel Schikaneder
- Christine Ebersole kot Caterina Cavalieri
- Jeffrey Jones kot cesar Jožef II.
- Charles Kay kot grof Orsini-Rosenberg
- Kenneth McMillan kot Michael Schlumberg
- Kenny Baker kot Parody Commendatore
- Lisabeth Bartlett kot Papagena
- Barbara Bryne kot ga. Weber
- Martin Cavani kot mladi Salieri
- Roderick Cook kot grof von Strack
- Milan Demjanenko kot Karl Mozart
- Peter DiGesu kot Francesco Salieri
- Michele Esposito kot Salierijev študent
- Richard Frank kot oče Vogler
- Patrick Hines kot Kapellmeister Giuseppe Bonno
- Nicholas Kepros kot grof Hieronymus von Colloredo
- Philip Lenkowsky kot Salierijev strežnik
- Herman Meckler kot duhovnik
- Jonathan Moore kot baron van Swieten
- Cynthia Nixon kot Lorl
- Brian Pettifer kot bolničar
- Vincent Schiavelli kot Salierijev služabnik
- Douglas Seale kot grof Arco
- Miroslav Sekera kot mladi Mozart
- Cassie Stewart kot Gertrude Schlumberg
- John Strauss kot dirigent
- Karl-Heinz Teuber kot prodajalec lasulj
- Rita Zohar kot ga. Schlumberg